# برایس دالاس هاوارد
برایس دالاس هاوارد (انگلیسی: Bryce Dallas Howard؛ زادهٔ ۲ مارس ۱۹۸۱) بازیگر و کارگردان آمریکایی است. هاوارد در مدرسه هنر تیش شرکت کرد امّا به جهت قبول نقشی در تئاتر برادوی قبل از فارغ‌التحصیلی آنجا را ترک کرد. او در سال ۲۰۲۰ فارغ‌التحصیل شد. هاوارد حین ایفای نقش در نمایش هر طور شما دوست دارید (۲۰۰۳)، توجه کارگردان ام. نایت شامالان را به خود جلب کرد و شامالان او را برای بازی در نقش دختر نابینای یک رئیس محلی در فیلم هیجانی روستا (۲۰۰۴) انتخاب کرد. او سپس نقش اصلی یک نایاد که از دنیای فانتزی فرار می‌کند را در فیلم هیجان‌انگیز فانتزی بانوی در آب (۲۰۰۶) اثر شامالان بازی کرد.
نقش‌آفرینی هاوارد در هر طور شما دوست دارید (۲۰۰۶) برایش نامزدی یک جایزهٔ گلدن گلوب را به دنبال داشت و او سپس در فیلم ابرقهرمانی مرد عنکبوتی ۳ (۲۰۰۷) حضور یافت و در آن نقش گوئن استیسی را بازی کرد. او فعالیتش را با بازی در فیلم اکشن رستگاری نابودگر (۲۰۰۹) و فیلم فانتزی گرگ‌ومیش: خسوف (۲۰۱۰) ادامه داد که هر دو فیلم از لحاظ تجاری موفق بودند اما نقدهای ضد و نقیضی از منتقدان گرفتند. نقش‌آفرینی هاوارد در نقش دوست‌دختری بی‌وفا در کمدی-درام ۵۰/۵۰ (۲۰۱۱) و زنی نژادپرست در درام تاریخی خدمتکاران (۲۰۱۱) مورد تحسین قرار گرفت.
هاوارد بابت بازی در نقش اصلی فیلم‌های اکشن پرفروش دنیای ژوراسیک (۲۰۱۵) و دنباله‌هایش دنیای ژوراسیک: سقوط پادشاهی (۲۰۱۸) و دنیای ژوراسیک: قلمرو (۲۰۲۲) نگاه بیشتری به خود جلب کرد. او همچنین نقش محیط‌بانی را در فیلم ماجراجویی اژدهای پیت (۲۰۱۶) و نقش مادر التون جان را در فیلم زندگی‌نامه‌ای راکت‌من (۲۰۱۹) ایفا کرد و صداپیشهٔ سریال حکایات جدای (۲۰۲۲) بود.
علاوه بر بازیگری، هاوارد قسمت‌هایی از مجموعه‌های تلویزیونی وسترن فضایی مندلورین (۲۰۱۹–اکنون) و کتاب بوبا فت (۲۰۲۲) را کارگردانی کرده‌است. پدر او، بازیگر و فیلم‌ساز، ران هاوارد، است. او با بازیگر سث گیبل ازدواج کرده و دو فرزند دارد.

## زندگی
وی فرزند ران هاوارد کارگردان مشهور هالیوودی است. او در دانشگاه نیویورک با بازیگر آمریکایی سث گیبل دیدار داشت و آنها در سال ۲۰۰۶ با یکدیگر ازدواج کردند و اکنون دارای دو فرزند هستند.

## فیلم‌شناسی
| سال  | عنوان                       |
| ---- | --------------------------- |
| ۱۹۸۹ | پدر و مادری                 |
| ۱۹۹۵ | آپولو ۱۳                    |
| ۲۰۰۰ | چگونه گرینچ کریسمس را دزدید |
| ۲۰۰۱ | ذهن زیبا                    |
| ۲۰۰۴ | کتاب عشق                    |
| ۲۰۰۴ | روستا                       |
| ۲۰۰۵ | مندرلی                      |
| ۲۰۰۶ | هر طور شما دوست دارید       |
| ۲۰۰۶ | بانوی در آب                 |
| ۲۰۰۶ | Orchids                     |
| ۲۰۰۷ | مرد عنکبوتی ۳               |
| ۲۰۰۸ | Good Dick                   |
| ۲۰۰۸ | گم شدن الماس اشک            |
| ۲۰۰۹ | رستگاری نابودگر             |
| ۲۰۱۰ | گرگ‌ومیش: خسوف               |
| ۲۰۱۰ | آخرت                        |
| ۲۰۱۱ | خدمتکاران                   |
| ۲۰۱۱ | ۵۰/۵۰                       |
| ۲۰۱۱ | بی‌قرار                      |
| ۲۰۱۲ | گرگ‌ومیش: سپیده‌دم – قسمت دوم |
| ۲۰۱۵ | دنیای ژوراسیک               |
| ۲۰۱۵ | Solemates                   |
| ۲۰۱۶ | اژدهای پیت                  |
| ۲۰۱۶ | طلا                         |
| ۲۰۱۷ | McLaren                     |
| ۲۰۱۸ | دنیای ژوراسیک: سقوط پادشاهی |
| ۲۰۱۹ | مسیر بازگشت یک سگ به خانه   |
| ۲۰۱۹ | راکت‌من                      |
| ۲۰۱۹ | Dads                        |
| ۲۰۲۲ | دنیای ژوراسیک: قلمرو        |
| ۲۰۲۴ | آرگایل                      |
| ۲۰۲۵ | پوشش عمیق                   |